# Aït Ouel Hadj
Aït Ouelhadj (At Walḥaǧ en kabyle, ⴰⵝ ⵡⴰⵍⵃⴰⴵ en tifinagh, anciennement appelé At Ugni Izem) est un village de Kabylie situé dans la commune d'Ait Bouaddou, daïra de Iwadhiyen Ouadhias. Il est constitué de trois grandes familles, At Ttuwati, At Umuqran et At Elmufaq[réf. nécessaire]. La population du village est estimée à 1 800 habitants.
Ait Ouelhadj occupe une colline qui culmine à 810m d'altitude. Le village se trouve à environ 8 km de la ville d'Ouadhias en passant par Tizi N'Tleta. Il se situe au sud de la wilaya de Tizi Ouzou.

## Localisation
- Est : Ait Argan, Ath Tsigri
- Ouest : Ait Djemaa, Ait Mallem
- Sud : Montagne de Djurdjura
- Nord : Ait Iran et Ouadhias.

## Localités de la commune
La commune d'Aït Bouaddou est composée de six villages :
- Aït Amar
- Aït Djemaa, chef-lieu de la commune
- Ait Irane.
- Ait Maalem
- Aït Ouelhadj
- Ibadissen